# Municipio de Egypt (Arkansas)
El municipio de Egypt (en inglés: Egypt Township) es un municipio ubicado en el condado de Ashley en el estado estadounidense de Arkansas. En el año 2010 tenía una población de 10620 habitantes y una densidad poblacional de 46,71 personas por km².

## Geografía
El municipio de Egypt se encuentra ubicado en las coordenadas 33°7′50″N 91°59′48″O / 33.13056, -91.99667. Según la Oficina del Censo de los Estados Unidos, el municipio tiene una superficie total de 227.34 km², de la cual 217.46 km² corresponden a tierra firme y (4.35%) 9.88 km² es agua.

## Demografía
Según el censo de 2010, había 10620 personas residiendo en el municipio de Egypt. La densidad de población era de 46,71 hab./km². De los 10620 habitantes, el municipio de Egypt estaba compuesto por el 67.6% blancos, el 29.62% eran afroamericanos, el 0.22% eran amerindios, el 0.32% eran asiáticos, el 0.01% eran isleños del Pacífico, el 1.09% eran de otras razas y el 1.14% pertenecían a dos o más razas. Del total de la población el 2.23% eran hispanos o latinos de cualquier raza.